# One from the Modern
One from the Modern es el cuarto álbum de estudio de la banda de rock británica Ocean Colour Scene.
Fue editado en 1999 y el estilo de las canciones es más lento y triste que sus dos trabajos anteriores Moseley Shoals y Marchin' Already. La crítica no acogió demasiado bien el disco acusando de demasiado comercial. No obstante el álbum llegó a ocupar el número 4 de la lista de ventas en el Reino Unido.

## Lista de canciones
1. «Profit in Peace» (4:14)
2. «So Low» (3:54)
3. «I Am the News» (4:03)
4. «Emily Chambers» (2:40)
5. «July» (2:56)
6. «Step by Step» (UK bonus track) (2:34)
7. «No-one at All» (3:34)
8. «Families» (3:11)
9. «Soul Driver» (3:44)
10. «Jane She Got Excavated» (3:35)
11. «Waves» (6:08)
12. «I Won't Get Grazed» (2:51)